# Sidneyia
Sidneyia is een geslacht van uitgestorven geleedpotigen, behorende tot de Vicissicaudata, bekend van fossielen gevonden in de Onder-Cambrische Heilinpu-formatie tot de Midden-Cambrische Burgess Shale-formatie van Brits Columbia. Honderdvierenveertig exemplaren van Sidneyia zijn bekend uit de Greater Phyllopod-bedding, waar ze 0,27 procent van de gemeenschap uitmaken.

## Beschrijving
Sidneyia had een lengte tussen 51 en 127 millimeter lang en is een van de grootste geleedpotigen die op de vindplaats zijn gevonden. Er wordt gedacht dat het een benthische carnivoor was die langs de zeebodem liep op zoek naar prooi met een harde schaal. De inhoud van de darm heeft aangetoond dat Sidneyia zich voedde met weekdieren en andere kleine schaaldieren en trilobieten. De prachtig bewaarde gnathobasen lijken op die van Limulus en werden waarschijnlijk gebruikt om prooien te pletten. Sidneyia werd ontdekt in 1910 tijdens de eerste dag van Charles Walcotts verkenning van de Burgess Shale. Hij noemde het naar zijn oudste zoon, Sidney, die had geholpen de locatie te vinden en het exemplaar te verzamelen. De soortnaam Sidneyia inexpectans is afgeleid van de betekenis van 'Sidney's verrassing'. Sidneyia sinica werd in 2002 genoemd naar een exemplaar uit de biota van Chengjiang. Ongeveer tweehonderd exemplaren zijn gedocumenteerd.